# دی‌کلوفنتیون
دی‌کلوفنتیون (به انگلیسی: Dichlofenthion) با فرمول شیمیایی C۱۰H۱۳Cl۲O۳PS یک ترکیب شیمیایی با شناسه پاب‌کم ۷۳۲۸ است. که جرم مولی آن ۳۱۵٫۱۶ g/mol می‌باشد. شکل ظاهری این ترکیب، مایع است.